# Foodfight!
A Guerra das Comidas, popularmente conhecido pelo seu título original em inglês Foodfight!, é um longa-metragem animado estadunidense do gênero de comédia, produzido pela Threshold Entretainmant e lançado por volta de junho de 2012 nos Estados Unidos. 
O longa ficou conhecido devido sua recepção majoritariamente negativa por parte da mídia especializada e sites voltados para aprovação de filmes, com a obra muitas vezes sendo nomeada como uma das piores animações do cinema, em algumas ocasiões, o consideram o pior já história. 
Algumas das menções mais comuns por parte dos criticos estão: 
- Baixa qualidade técnica da animação
- Enredo confuso e mal escrito
- Falas inconsistentes ou ilógicas por parte dos personagens

Além de outros aspectos do filme que alguns dos criticos ressaltaram em suas notações, como o incentivo ao consumismo, sexualização de certos personagens e referências fascistas presentes na obra com classificação infantil.

## Sinopse
Na comédia, quando as luzes se apagam e as portas de um supermercado se fecham, o caos reina entre os produtos da loja.

## Elenco
O elenco de dubladores do filme em seu idioma original em inglês, contém a presença de várias celebridades e personalidades conhecidas no ramo cinematográfico americano.
| Dublador(a) Original | Dublador(a) Brasileiros | Personagem    |
| -------------------- | ----------------------- | ------------- |
| Charlie Sheen        | Guilherme Briggs        | Detetive Dex  |
| Wayne Brady          | Mário Jorge Andrade     | Destemido Dan |
| Hilary Duff          | Fabíola Giardino        | Sunshine      |
| Eva Longoria         | Roberta Nogueira        | Lady X        |
| Jeff Bennett         | (Desconhecido)          | Tenente X     |
| Larry Miller         | Eduardo Borgerth        | Vlad Chocool  |
| Lawrence Kasanoff    | Sérgio Stern            | Doninha       |
| Chris Kattan         | Samir Murad             | Polar         |
| Christopher Lloyd    | Marco Antônio Costa     | Sr. Clipboard |
| Daniel Franzese      | Marcelo Matos           | Twinkleton    |

## Adiamento nos Estados Unidos
O filme animado da Lionsgate totalmente gerado por computador, 'Foodfight!', foi adiado para março de 2007 nos EUA, de acordo com o IMDB. O filme estava previsto para estrear anteriormente em 17 de novembro de 2006, quando enfrentaria o filme animado da Warner Bros. Happy Feet, mas os discos do filme já pronto tinha sido roubado, e a empresa teve que juntar o resto do trabalho feito e fazer o filme às pressas.